# Premier Empire
Pour les articles homonymes, voir Premier Empire (homonymie).
18 mai 1804 – 4 avril 1814
(9 ans, 10 mois et 27 jours)
20 mars – 7 juillet 1815
(3 mois et 17 jours)
Entités précédentes :
- République française (Consulat)
- Saint-Empire romain germanique
- Royaume d'Espagne
- Royaume de Hollande
- Empire d'Autriche
- États pontificaux
- République ligurienne
- République rhodanienne
- Andorre

Entités suivantes :
- Royaume de France (Première Restauration)
- Confédération germanique
- Royaume d'Espagne
- Principauté souveraine des Pays-Bas unis
- Empire d'Autriche
- Duché d'Oldenbourg
- Moresnet neutre
- Monaco
- Grand-duché de Toscane
- États pontificaux
- Duché de Parme et Plaisance
- Royaume de Piémont-Sardaigne
- République ligurienne
- Confédération des XXII cantons
- Andorre

L’Empire français, appelé a posteriori le Premier Empire, est le régime impérial de la France à partir du 18 mai 1804, date de la proclamation de Napoléon Bonaparte empereur des Français par sénatus-consulte, jusqu'à sa première abdication le 4 avril 1814, puis de son retour à Paris le 20 mars 1815 à la séparation de la Commission Napoléon II le 7 juillet 1815.
D'abord perçu comme une continuation de la Première République, avant de prendre la dénomination officielle d'« Empire français » en 1809, il fait suite au Consulat, est entrecoupé par la Première Restauration avant le rétablissement de son autorité lors des Cent-Jours, et est suivi par la Seconde Restauration. C'est le premier des deux empires français établis au profit de la dynastie des Bonaparte.
Le Premier Empire se distingue des autres régimes politiques de l'Histoire de France, d'abord par son originalité en inaugurant un système politique alors inédit en France, l'Empire ; ensuite par sa belligérance car les guerres napoléoniennes voient la France affronter successivement cinq coalitions de 1805 à 1815. Ces conflits permettent à Napoléon de conquérir la majeure partie de l'Europe continentale, hors Scandinavie. Portée à son extension continentale maximale (2 500 000 km2 annexés), la France compte alors 135 départements, des villes comme Rome, Hambourg, Barcelone, Amsterdam ou Raguse devenant chefs-lieux de départements français.
Incarnés par de nombreuses et spectaculaires victoires militaires comme Austerlitz, Iéna, Auerstadt, Eylau, Friedland ou Wagram, ces succès continentaux se payent au prix de lourdes pertes et d'un recul sur le plan colonial, conduisant à la disparition du Premier empire colonial français, à la vente de la Louisiane en 1803 s'ajoutant à la conquête de certaines colonies antillaises par le Royaume-Uni, ennemi de la Révolution et maître des mers. Les récurrents échecs français à conquérir les îles Britanniques, symbolisés par la campagne de Trafalgar, laissent en effet les Britanniques financer les successives coalitions qui viennent en 1814 à bout des armées impériales, après le tournant décisif de la campagne de Russie, échec stratégique dont la Grande Armée ne se relèvera pas.

## Avènement

### Contexte
En 1799, à l'issue du coup d'État du 18 Brumaire, Napoléon Bonaparte est nommé Premier Consul. Trois ans plus tard, alors que le pays renoue avec une certaine prospérité, que la paix intérieure règne et que la menace extérieure semble éteinte après la signature de la Paix d'Amiens, le Deuxième Consul Cambacérès incite le Tribunat à donner à Bonaparte « un gage éclatant de la reconnaissance nationale ». Cela conduit à la proclamation du consulat à vie par plébiscite le 2 août 1802. Pour beaucoup, Napoléon apparaît alors déjà « comme un roi à qui il ne manque plus qu'une couronne ». La marche à l'Empire est accélérée par la découverte du complot royaliste de Cadoudal au début de l'année 1804, qui aboutit notamment à l'arrestation du général Moreau comme complice et à l'exécution du duc d'Enghien,.
En coulisses, l'entourage de Bonaparte s'active pour asseoir encore davantage son pouvoir en lui octroyant l'hérédité. L'ancien ministre de la Police, Joseph Fouché, œuvre en ce sens au Sénat, si bien que le 27 mars, cette assemblée invite Napoléon à « achever son ouvrage en le rendant immortel comme sa gloire ». Chaque grand corps de l'État se joint peu à peu à cette demande, ainsi le conseil privé du Premier Consul, qui recommande l'établissement de l'Empire le 13 avril, de même que le Corps législatif, par l'intermédiaire de Fontanes qui déclare lors d'une cérémonie officielle : « Un empire immense repose depuis quatre ans sous l'abri de votre puissante administration ». Dans le même temps, les partisans de l'Empire comme Fouché ou les frères de Bonaparte, Joseph et Lucien, activent leurs réseaux de manière que dans toute la France, les collèges électoraux, les conseils généraux ou municipaux adressent aux institutions parisiennes l'établissement d'une monarchie républicaine. Dans sa correspondance avec le Premier Consul, le général Soult fait valoir que cette ambition est partagée par l'armée.

### La proclamation de l'Empire et l'organisation du nouveau régime
Le 28 avril 1804, Jean-François Curée dépose une motion demandant au Tribunat d'émettre le vœu que Bonaparte soit déclaré empereur et que la dignité impériale soit déclarée héréditaire dans sa famille. Celle-ci est adoptée à l'unanimité moins une voix, celle de Lazare Carnot, le 3 mai suivant, tandis que le Sénat adopte lui aussi le principe d'un empire héréditaire. Le 11 mai, une commission de dix membres composée de sénateurs, de ministres et des trois consuls, entame la rédaction d'un projet de sénatus-consulte qui est arrêté deux jours plus tard et approuvé par le conseil privé de Bonaparte. Le 16 mai, ce projet est présenté au Sénat par le conseiller d'État Portalis, qui exhorte les sénateurs à l'approuver sans discussion : « C'est un beau spectacle que celui d'une nation qui, à peine sortie de la révolution la plus terrible, vient, dans le silence de tous les partis et dans le calme de toutes les passions, choisir elle-même les institutions les plus convenables à sa gloire et à son bonheur ».

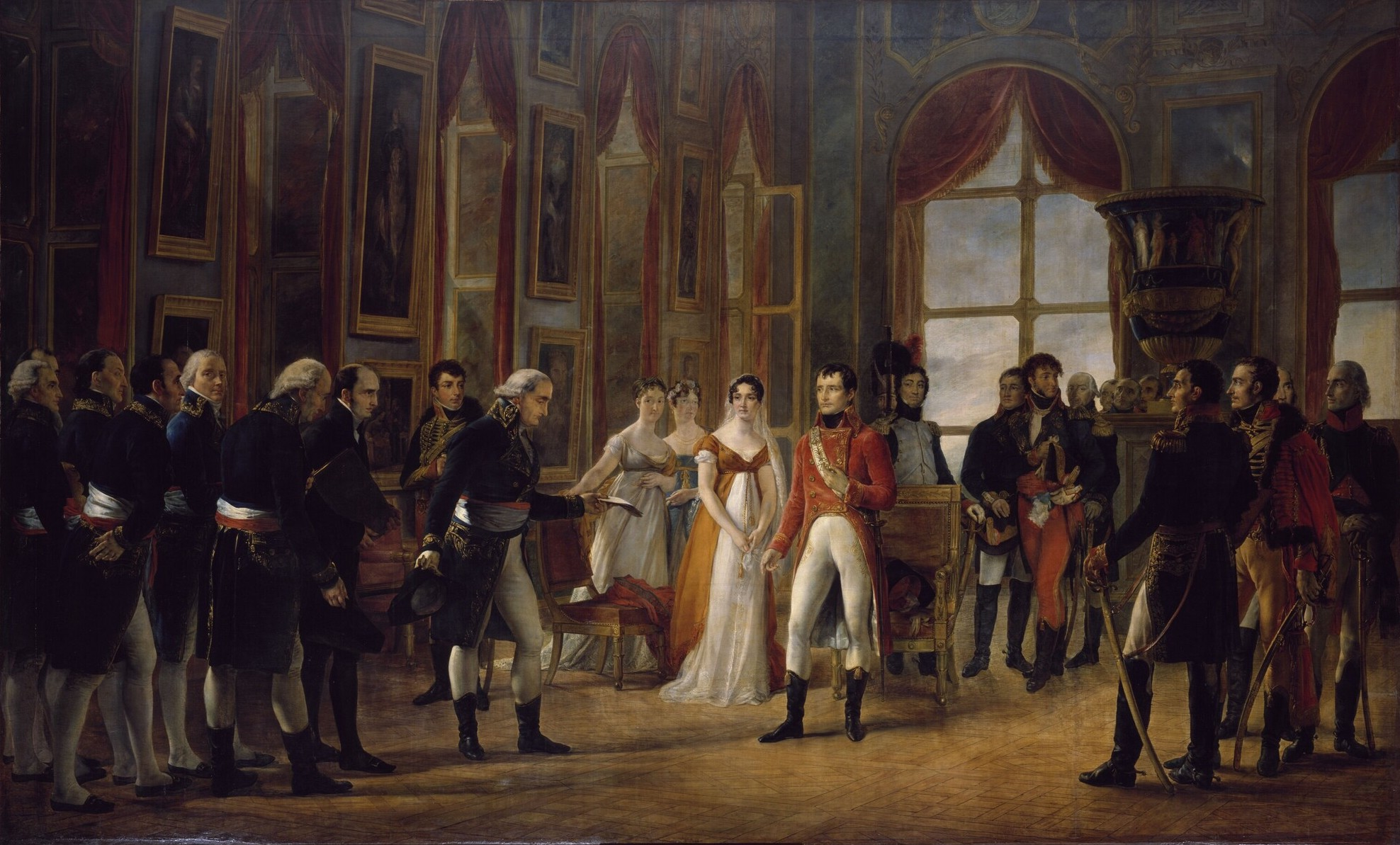
Cambacérès (au centre du tableau) apporte à Napoléon le sénatus-consulte qui le proclame Empereur.

Le sénatus-consulte est approuvé le 18 mai 1804 à la quasi-unanimité par le Sénat, confiant ainsi à Napoléon le gouvernement de la République avec le titre d’Empereur des Français. Des coups de canon sont tirés sur le Champ-de-Mars pour célébrer l'évènement, tandis que les sénateurs se rendent au château de Saint-Cloud, où Cambacérès, qui préside l'assemblée, remet le texte au nouvel empereur, dans la galerie d'Apollon.
La nouvelle constitution ajoute 142 articles à la précédente, mais elle ne modifie pas en profondeur la définition et les fonctions des grandes institutions créées au début du Consulat. Le Corps législatif et le Tribunat sont maintenus, de même que le Conseil d'État et le Sénat. La majorité des articles ajoutés le sont pour définir l'hérédité du trône, le rôle de la famille impériale, et les nouvelles dignités de l'Empire. Ainsi le principe de l'hérédité est fixé : il reprend celui de la loi salique, l'accordant de mâle en mâle, par ordre de primogéniture et dans la descendance directe, naturelle et légitime de Napoléon ou, à défaut, à ses frères Joseph et Louis,. Par ailleurs, la nouvelle constitution crée six grandes dignités de l'Empire récompensant les deux anciens consuls et les membres de la famille de Napoléon. Ainsi, Cambacérès et Lebrun sont respectivement nommés archichancelier et architrésorier de l'Empire, tandis que Joseph est nommé au titre de grand électeur, Louis à celui de connétable, Murat à celui de grand amiral et Eugène de Beauharnais à celui d'archichancelier d'État. Bien qu'honorifiques, ces dignités donnent accès à plusieurs corps de l'État, comme le conseil privé et le grand conseil de l'Empereur, le Sénat ou encore le Conseil d'État. De même, de grands officiers, militaires ou civils, sont nommés. Le maréchalat est rétabli et limité à seize titulaires, nommés le 19 mai, au lendemain de la proclamation de l'Empire.
Les décrets du 19 mai et du 13 juillet fixent les préséances et l'étiquette impériale, tandis que la Maison de l'Empereur est organisée, notamment par la nomination de Duroc comme grand maréchal du palais, de Caulaincourt comme grand écuyer, de Talleyrand comme grand chambellan, de Berthier comme grand veneur, de Joseph Fesch comme grand aumônier et de Ségur comme maître des cérémonies. Par ailleurs, l'organisation de l'appareil d'État s'accompagne d'une réforme des ministères. C'est dans ce cadre que Joseph Fouché fait son retour à la Police.
Durant le mois de juin 1804, le peuple se prononce par plébiscite, mais uniquement sur la question de l'hérédité de l'Empire qui doit être approuvée et non sur la constitution dans son ensemble. Comme lors des précédentes consultations, le résultat est sans appel, avec un total de 3 524 254 oui contre 2 579 non,. Le résultat définitif de ce plébiscite est proclamé au nom du Sénat le 1er décembre suivant par François de Neufchâteau.
La République ne disparaît pas immédiatement dans les actes officiels de ce nouveau régime politique : la référence à la République perdure un temps, dans le serment de l'Empereur lors de son sacre (2 décembre 1804), dans l'énoncé officiel des lois (jusqu'en juillet 1807), dans les actes d'état civil (jusqu'à fin 1805), et sur les pièces de monnaie (le Franc Germinal, jusqu'en 1808). Le sénatus-consulte du 19 août 1807 supprime le Tribunat et modifie la Constitution de l'an XII qui a établi ce régime impérial. Les lois proclamées commençaient jusqu'à cette date par « NAPOLÉON, par la grâce de Dieu et les constitutions de la République, EMPEREUR DES FRANÇAIS, à tous présens et à venir, SALUT ». Après août 1807, on trouve l'énoncé suivant : « NAPOLÉON, par la grâce de Dieu et les constitutions, EMPEREUR DES FRANÇAIS, ROI D'ITALIE et PROTECTEUR DE LA CONFÉDÉRATION DU RHIN, à tous présens et à venir. SALUT ». L’Empire français devient le centre d'un système politique continental, qui lui associe des États vassaux, sous l'autorité suprême d'un seul homme, Napoléon.

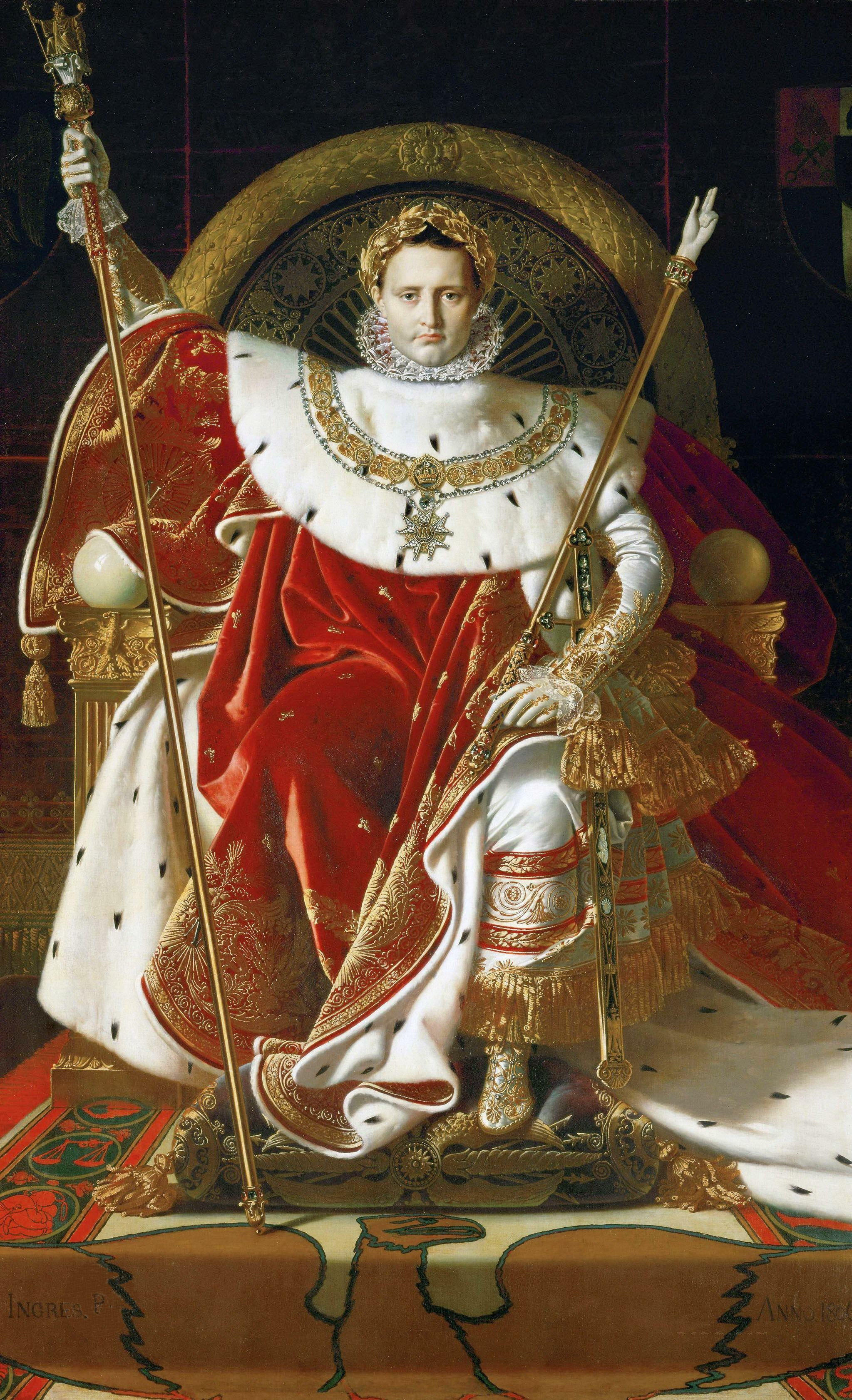
Napoléon Ier sur le trône impérial peint par Jean-Auguste-Dominique Ingres (1806), et conservé au Musée de l'Armée de Paris.

Le 25 mai 1804, Napoléon signe un décret qui établit la préfecture du département de la Vendée en la ville de La Roche-sur-Yon, qui est ainsi refondée par un grand projet urbanistique. Cet acte vise à mettre un terme à l'instabilité de la Vendée.
Le 15 juillet, la première cérémonie de remise de la Légion d'honneur a lieu.

### Le sacre de Napoléon Bonaparte le2 décembre 1804
Napoléon Ier est sacré empereur en la cathédrale Notre-Dame de Paris par le pape Pie VII. Il est réellement sacré, puisque le sacre consiste à être oint par le saint-chrême, ce qui fut fait effectivement par le pape aux endroits habituels pour les souverains. Ainsi, le fait qu'il plaça lui-même la couronne au-dessus de sa tête n'a rien à voir avec le sacre, puisque la couronne n'est qu'un objet représentant le pouvoir impérial, tout comme le globe ou l'épée.

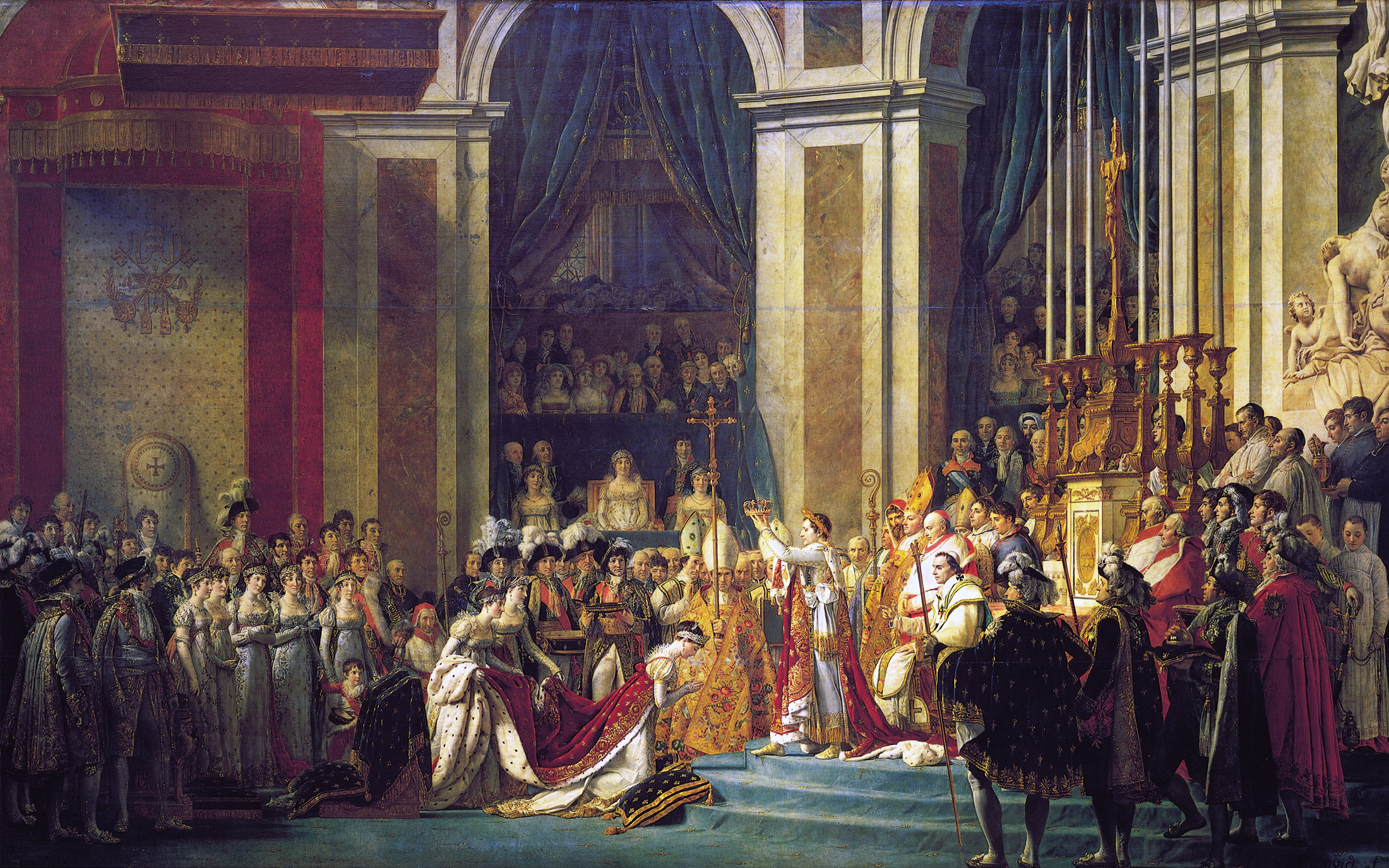
Le 2 décembre 1804 : Le Sacre de Napoléon, dû à David (1807) ; cette scène, reconstituée par David à partir de ses croquis, montre le moment où Napoléon prend des mains de Pie VII la couronne impériale pour en coiffer sa femme l’impératrice Joséphine.

N'étant pas pratiquant, l'Empereur ne communie pas lors de la messe. Il se couronne donc lui-même comme évoqué plus haut, se souvenant sans doute de l'épisode du couronnement impérial de Charlemagne. Il couronne ensuite son épouse Joséphine, qui devient alors impératrice. Cette scène est représentée par le célèbre tableau de Jacques-Louis David Le Sacre de Napoléon.
Le sacre impérial est lourdement chargé en symboles. Le passage de la République à l’Empire nécessite la création d’armoiries impériales, ainsi que la création d’objets symboliques destinés à établir une tradition auparavant inexistante. Napoléon, qui se veut rassembleur, décide d’associer aux symboles de son règne les images qui ont pu représenter auparavant la France, ainsi que les pouvoirs forts européens.
Les abeilles sont censées rappeler les Mérovingiens, et leur disposition sur les armoiries et le manteau impérial doit rappeler les fleurs de lys des Capétiens. La main de justice, utilisée par les Capétiens lors des sacres royaux, doit faire apparaître que l'Empereur est l’héritier de leur pouvoir. Napoléon veut montrer qu’il est le fondateur de la « quatrième dynastie », celle des Bonaparte, après les Mérovingiens, les Carolingiens, et les Capétiens. D'autres symboles utilisés pendant le sacre sont chargés de valeurs morales. Ainsi Napoléon tient-il un moment le globe de Charlemagne ; il porte la couronne de ce même empereur. Son épée et son sceptre sont dits « de Charlemagne » : ils ont été en réalité utilisés depuis plusieurs siècles par les Valois puis les Bourbons lors de leurs sacres.
L’aigle est choisi en référence aux aigles romaines, portées par les légions, mais il est également le symbole de Charlemagne, l’aigle éployée. La couleur rouge du manteau impérial est une référence directe à la pourpre de l’imperium romain. Napoléon se pose ainsi en héritier de l’Empire romain et de Charlemagne.
Serment prononcé par Napoléon Ier lors de son sacre :

« Je jure de maintenir l'intégrité du territoire de la République ; de respecter et de faire respecter les lois du concordat et la liberté des cultes ; de respecter et faire respecter l'égalité des droits, la liberté politique et civile, l'irrévocabilité des ventes des biens nationaux ; de ne lever aucun impôt, de n'établir aucune taxe qu'en vertu de la loi ; de maintenir l'institution de la légion d'honneur ; de gouverner dans la seule vue de l'intérêt, du bonheur et de la gloire du peuple français. »

Napoléon devient aux yeux du peuple un chef d'État représentant à la fois le consensus politique d'une nation et un monarque choisi et protégé par la grâce de Dieu. Toutefois, il est considéré à l'étranger comme l'héritier d'une révolution fondamentalement antimonarchique. Cette ambiguïté est sans aucun doute le point faible du régime.

## Histoire

### Troisième coalition (1805)

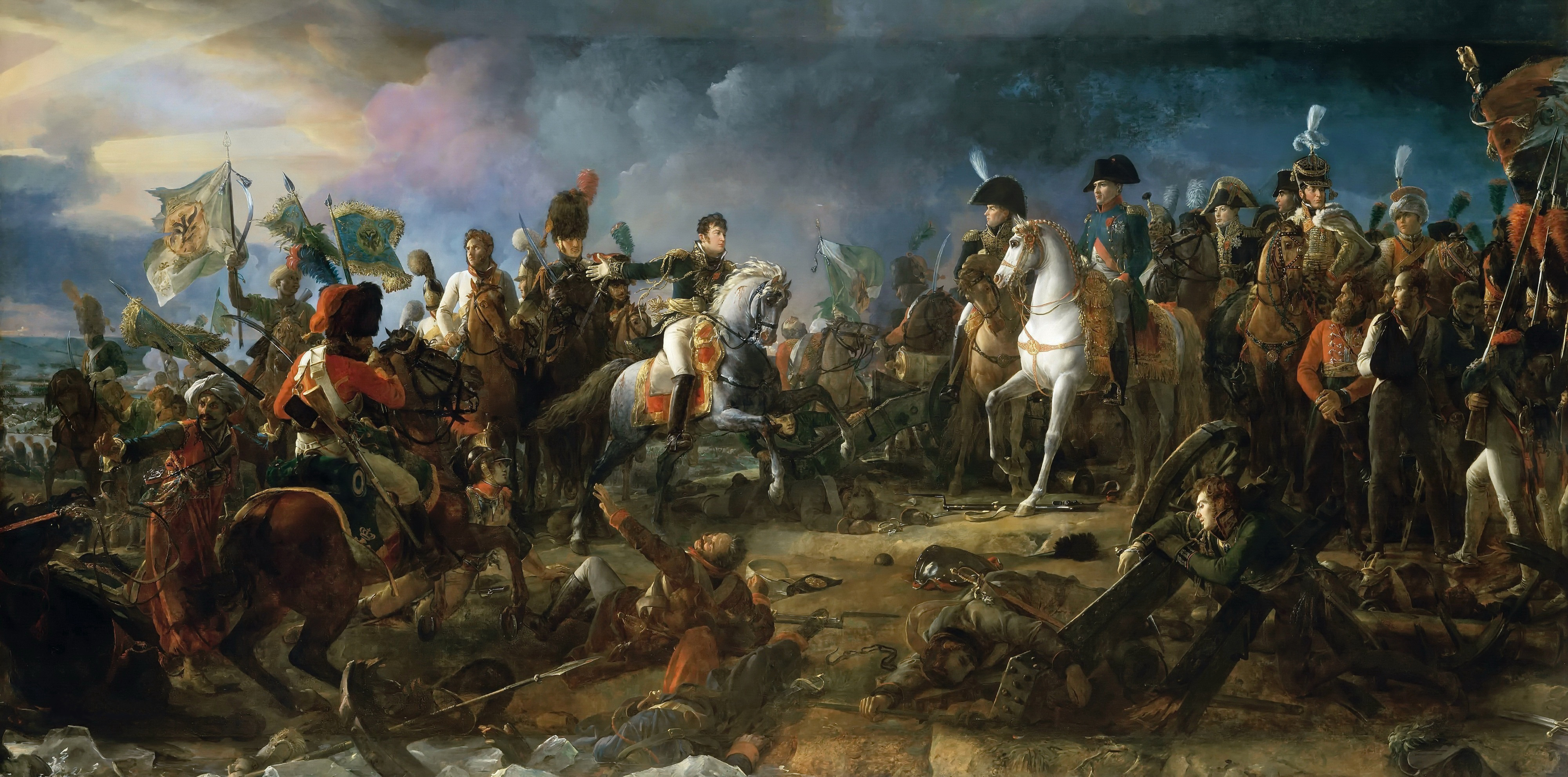
La bataille d'Austerlitz, 2 décembre 1805 peint par François Gérard (1810), conservé au Musée de l'Histoire de France (Versailles).

C'est par ses victoires et alliances militaires que Napoléon Bonaparte parvient à faire de l'Empire la puissance dominante de presque la totalité de l'Europe continentale, brisant successivement les différentes coalitions que les souverains de l'Europe, soutenus militairement ou financièrement par l'Angleterre, lui opposent.
Napoléon initie sa politique dynastique le 17 mars 1805 en confiant à sa sœur Élisa et son mari Félix Baciocchi la principauté de Piombino. Le premier agrandissement de l'Empire est acté le 6 juin 1805 avec l'annexion de la République ligurienne, divisée en trois nouveaux départements français (Gênes, Montenotte et Apennins).
En 1805, face à la troisième coalition, qui regroupe l'Empire russe, et l'empire d'Autriche, financés par les Britanniques, Napoléon commence la première campagne d'Autriche. Le 13 août, l'armée des Côtes de l'Océan prend le nom de « Grande Armée » et le 31, elle est organisée en sept corps respectivement placés sous le commandement des maréchaux Bernadotte, Marmont, Davout, Soult, Lannes, Ney, et Augereau, le maréchal Murat commandant la réserve de cavalerie. L'Empereur commande en chef assisté du major-général Berthier.
Le 8 septembre, l'avant-garde autrichienne du général Mack (60 000 hommes) entre sur le territoire de la Bavière, occupant la capitale Munich le 14 avant de se positionner autour d'Ulm, 120 kilomètres à l'ouest de Munich, pour barrer la route aux Français. Ayant fixé les Autrichiens par des démonstrations de la cavalerie de Murat à l'ouest, la Grande Armée enveloppe les Autrichiens par le nord et assiège Ulm dès le 15 octobre. Sans perspective d'être secouru par l'armée russe, Mack capitule le 20 après que Munich est libéré par Bernadotte.
Le 13 novembre, la Grande Armée entre à Vienne, que les coalisés ont choisi de ne pas défendre.
À la nouvelle de la défaite d'Ulm, l'archiduc Charles est contraint de se replier sur Vienne, la Grande Armée entre en Moravie, mais elle ne peut empêcher la jonction des troupes de Koutouzov avec celles d'Alexandre Ier et de François Ier d’Autriche à Austerlitz.
Napoléon Ier veut faire croire à l'ennemi qu'il est trop faible pour le pousser à une offensive téméraire pour le vaincre. Pour ce faire, il utilise de nombreuses ruses (organiser le repli de ses troupes lors d'affrontements ou d'escarmouches, demander à être reçu par les autres empereurs pour un semblant de négociation, etc.). Les ennemis pensent alors que Napoléon ne dispose que de 40 000 hommes. Koutouzov n'en est pas persuadé, mais les jeunes généraux veulent briller devant leur empereur, et foncent dans le piège…
Le 2 décembre 1805, à la bataille d'Austerlitz, malgré son infériorité numérique, Napoléon Ier et ses 73 000 hommes infligent une défaite humiliante aux coalisés austro-russes (86 000 hommes), en appliquant son plan considéré comme un chef-d'œuvre tactique.
Dès le lendemain de la bataille, les Autrichiens demandent un armistice, accordé le 6 décembre en échange de l'évacuation du territoire autrichien par les troupes russes. Par le traité de Presbourg (actuelle Bratislava) du 26 décembre 1805, l'empereur François II reconnait la réorganisation française de l'Italie, les titres de rois accordés par Napoléon aux électeurs de Bavière et de Wurtemberg, et l'indépendance des Républiques helvétique et batave sous influence française. L'Autriche multiplie également les concessions territoriales au bénéfice du royaume d'Italie (Vénétie, Istrie, Dalmatie), de la Bavière, de Bade et du Wurtemberg. Enfin, le vaincu s'engage à verser à la France une indemnité de guerre de 40 millions de francs. Pendant ce temps, Napoléon neutralise la Prusse en obtenant une alliance en échange du Hanovre britannique occupé par les troupes françaises.

#### Occupation de Naples et avènement de Joseph
L'Autriche hors-jeu, l'Angleterre et la Russie demeurent dans le conflit mais hors de portée de la Grande Armée. Napoléon est cependant décidé à en finir avec les Bourbons-Sicile qui ont engagé le royaume de Naples dans la coalition contre la France. Le 9 décembre, il porte l'armée de Naples à 40 000 hommes sous le commandement du maréchal Masséna, chargé le 6 janvier de seconder Joseph Bonaparte. Le 29 décembre, Napoléon proclame que « la dynastie de Naples a cessé de régner ». Naples est occupée le 15 février 1806, provoquant le départ pour la Sicile des souverains Ferdinand IV et Marie-Caroline. Un acte du 30 mars 1806 enregistré au Sénat français nomme Joseph au trône de Naples, faisant référence à un « Grand Empire » pour la première fois dans un texte officiel. Ce même jour, Napoléon fait enregistrer le Statut de la Maison impériale régissant l'état-civil, l'organisation et les devoirs au sein de sa famille, ainsi que pour les grands dignitaires et les ducs de l'Empire.

#### Création de la confédération du Rhin
La France a alors les mains libres pour réorganiser l’Allemagne : Napoléon Ier forme la confédération du Rhin qui dissout de facto le Saint-Empire romain germanique.

### Quatrième coalition (1806-1807)
La Prusse n'accepte pas que la suprématie française s’étende, avec la Confédération du Rhin, à ses propres frontières et, le 9 août 1806, le roi Frédéric-Guillaume III, poussé par la Russie et le Royaume-Uni, décrète la mobilisation afin de faire la guerre à la France.
Une quatrième coalition contre Napoléon se forme au mois d'octobre 1806, composée de la Prusse, du Royaume-Uni, de la Russie, de la Saxe et de la Suède.
Napoléon doit alors préparer une nouvelle campagne militaire. Il concentre son armée sur le Rhin, et le 25 septembre, il avance vers la Saxe avec environ 160 000 hommes (effectif de départ, augmentant au cours de la campagne). Le premier choc a lieu lors de la bataille de Saalfeld, durant laquelle le prince Louis-Ferdinand de Prusse est tué.
L’avancée rapide de l’armée française est telle qu’elle permet d’annihiler l’armée prussienne, qui comptait 250 000 hommes. En effet, Napoléon et le maréchal Davout la mettent en déroute lors des batailles d’Iéna et d’Auerstadt, le 14 octobre 1806. L'armée prussienne perd dans la même journée environ 43 000 hommes, et toute son artillerie. Ces défaites jettent les Prussiens dans le désarroi. Ainsi, on vit 500 hussards français commandés par le général Lasalle capturer à eux seuls et sans résistance la ville fortifiée de Stettin, le 29 octobre. L'armée prussienne n'existe plus.
Le 27 octobre, Napoléon fait son entrée à Berlin à la tête de la Grande Armée. Au total, Napoléon n'a mis que dix-neuf jours du lancement de son attaque sur la Prusse jusqu'à son entrée dans Berlin.
Le 21 novembre 1806, Napoléon Ier décrète l'établissement d'un Blocus continental envers l'Angleterre.
Après cette victoire sur les Prussiens, Napoléon décide d'envahir la Pologne prussienne avant que n'arrive l'armée russe. Le dernier partage de la Pologne ayant eu lieu 11 ans plus tôt, les soldats de Napoléon sont accueillis en libérateurs dans toutes les villes et dans toutes les campagnes, d'autant que, parmi eux, se trouvent les anciens des légions polonaises de l'armée d'Italie de Dombrowski. L'insurrection des provinces polonaises contre les occupants prussien et russe fournit à Napoléon 30 000 hommes.
Devant Varsovie, les Russes se dérobent, et refusent de livrer bataille. Murat s'empare de Praga, faubourg de la capitale. Napoléon arrive le 19 décembre à Varsovie. Obligé d'hiverner en Pologne, Napoléon passe, ainsi, tout le mois de janvier 1807 à Varsovie, où il rencontre la comtesse Marie Walewska. En fait, l'armée française a besoin de repos et de réorganisation ce qui lui interdit d'affronter immédiatement l'armée russe. Elle se replie alors sur la Vistule pour ses quartiers d'hiver en attendant de recevoir les renforts de France. Heureusement, de mémoire de Polonais, jamais l'hiver n'a été aussi clément. Pour les Français, la température est plus douce qu'à Paris en cette saison.
Le général russe Bennigsen attaque à la fin du mois de janvier 1807, ce qui oblige Napoléon à engager la terrible et indécise bataille d'Eylau le 8 février. Les Russes se replient, malgré de lourdes pertes dans les deux camps.
L'armée française contre-attaque. Le 10 juin, à la bataille d'Heilsberg une charge impressionnante de la cavalerie de Murat contraint l'armée de Bennigsen à se replier à nouveau. Les Français les poursuivent et, le 14 juin, remportent une victoire décisive à la bataille de Friedland. Modèle de manœuvre et de jugement, comparable à Austerlitz dans sa conception, la bataille de Friedland marque la victoire sans appel de l'armée française.

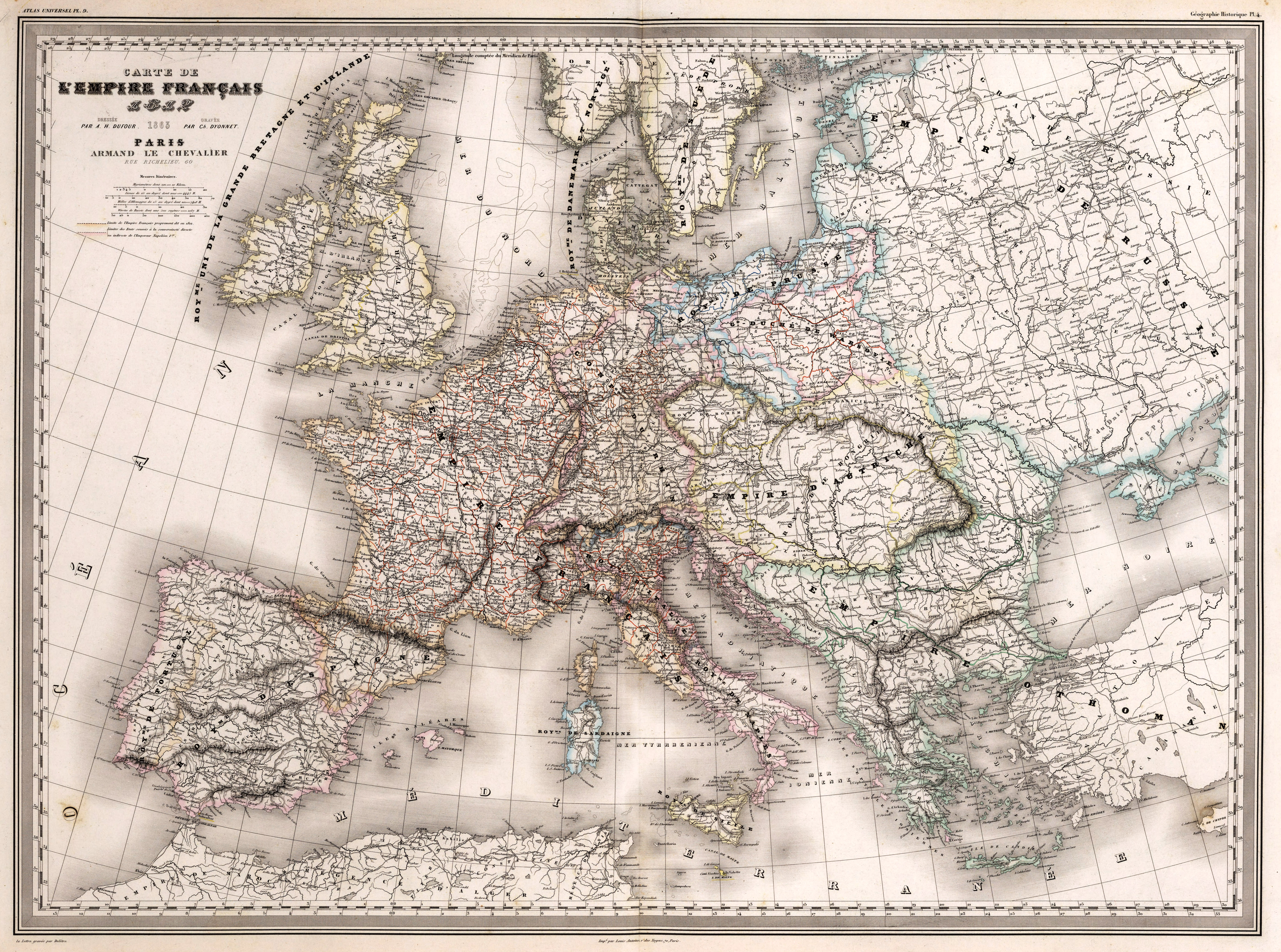
« Carte de l'Empire Français en 1812 divisé en 130 départements, avec les Royaumes d'Espagne, de Portugal, d'Italie et de Naples et la Confédération du Rhin, l'Illyrie et la Dalmatie ».

### L'Empire victorieux (1807-1810)
Le 7 juillet, les deux chefs d'État signent, à Tilsit, le traité du même nom. La Russie devient alliée de l'Empire français, lui cédant ses territoires méditerranéens de Cattaro et des îles Ioniennes, et adhérant au Blocus continental. Le traité est catastrophique pour le royaume de Prusse : il perd ses territoires à l’ouest de l’Elbe, qui formeront le royaume de Westphalie, avec, à sa tête, le frère de l’empereur, Jérôme. Il doit céder ses possessions en Pologne afin de constituer le Duché de Varsovie, et doit verser une lourde indemnité de guerre. Jamais l’empereur Napoléon n’a atteint un tel degré de puissance.
À partir de la fin de l'année 1807, l'engagement de la France dans les affaires de la péninsule Ibérique (invasion du Portugal pour le forcer à appliquer le Blocus continental, ingérence dans la crise dynastique espagnole) déclenche la guerre d'Espagne, un conflit brutal qui s'étalera sur plus de six ans, et qui affaiblira l'Empire de manière importante.
Le traité de Fontainebleau entre la France et l'Espagne permet l'intervention de la France dans la péninsule ibérique pour contrôler le Portugal : le roi Jean VI de Portugal s'enfuit le 27 novembre 1807 avec sa cour vers le Brésil avec l'aide de la flotte britannique. Quelques mois plus tard et tandis que des troupes françaises dirigées vers le Portugal contrôlent plusieurs villes espagnoles, Napoléon obtient à Bayonne, après l'annonce du soulèvement du 2 mai 1808 à Madrid, l'abdication du roi Charles IV et le renoncement à leurs droits de son fils Ferdinand VII et des frères de ce dernier. Ce traité de Bayonne permet à Napoléon de placer son frère Joseph Bonaparte sur le trône espagnol. Cependant, le contrôle du pays est rendu très difficile par le soulèvement de la population espagnole - notamment par les guérillas - ainsi que par l'intervention du Royaume-Uni qui expulse l'armée française du Portugal (Convention de Cintra du 30 août 1808). Les armées françaises ne parviendront jamais à soumettre le Portugal.

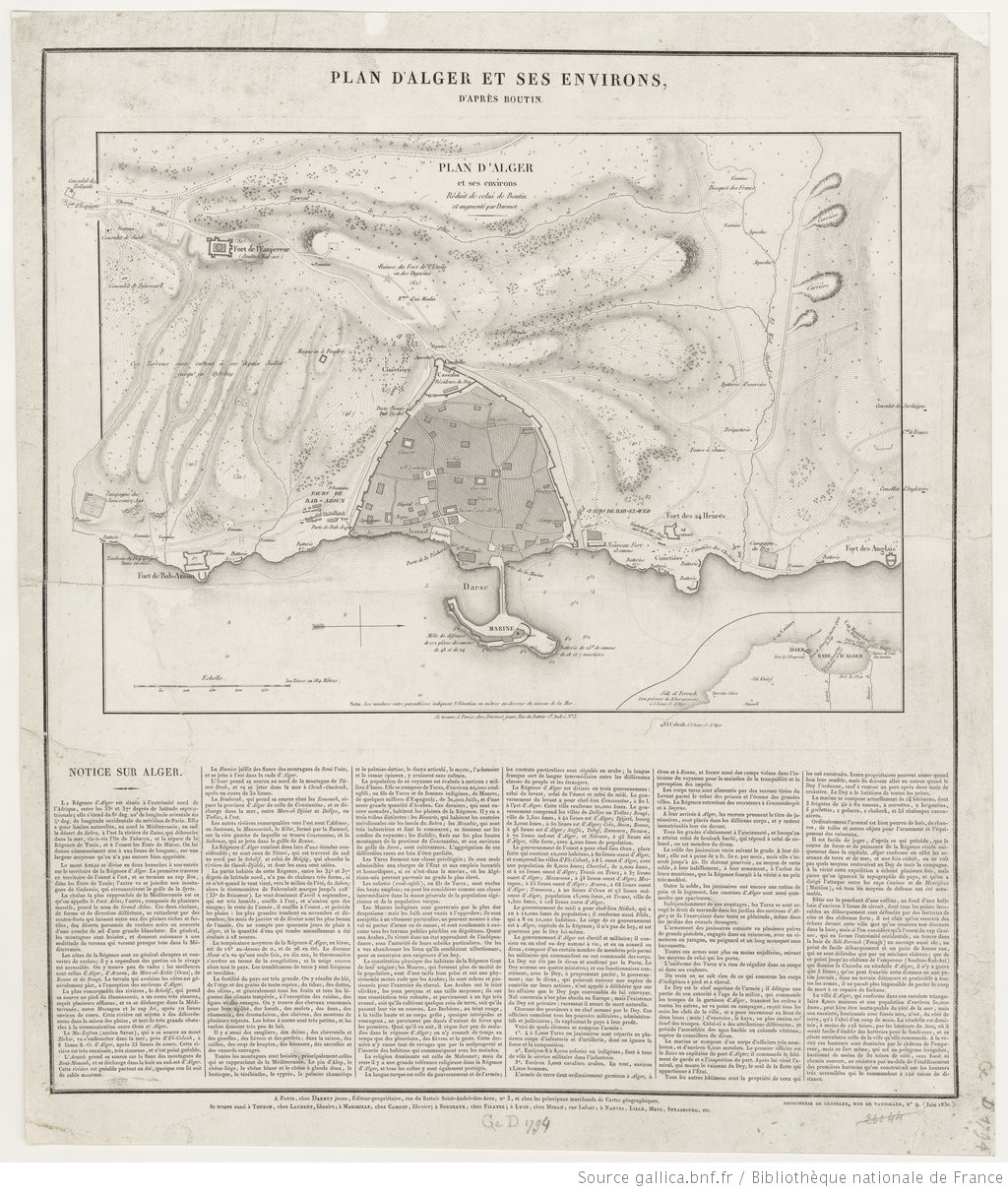
Plan de la rade d'Alger dessiné en 1808 par le Colonel Vincent-Yves Boutin

Napoléon nourrit alors le projet d'une expédition en Afrique du Nord, particulièrement contre la Régence d'Alger.
La piraterie incessante des navires d'Alger, où croupissent environ deux mille esclaves dans trois bagnes, excède l'Empereur. Depuis 1801, les relations avec la Régence sont particulièrement tendues. Les massacres ou les captivités infligés aux marins et passagers du navire militaire Le Banel, parti de Toulon pour Saint-Domingue, commandé par le lieutenant de vaisseau Joseph-Thérèse Callamand, à la suite de son naufrage le 15 janvier 1802 sur la côte algérienne, près du Cap Ténès, suscitent un fort émoi. En juillet 1802, Napoléon envoie une flotte commandée par le contre-amiral Leyssègue devant Alger.
La perspective de mettre en échec la politique commerciale et l'influence de l'Angleterre solidement installée à Malte motive également ce nouveau projet de conquête africaine.
Le 18 avril 1808 Napoléon ordonne la reconnaissance des fortifications d'Alger. L'amiral Denis Decrès, ministre de la Marine et des Colonies choisit le Colonel Boutin pour recueillir sur place les informations nécessaires. Son rapport est remis le 18 novembre 1808. Les projets d'expédition en Algérie sont ajournés.
En 1809, la France et l'Autriche s'affrontent à nouveau. La France triomphe de cette cinquième coalition à la bataille de Wagram, et impose le traité de Schönbrunn aux Habsbourg.

### L'apogée de l'Empire (1811)

Découpage administratif de la France en 1812.

À son apogée en 1811, l'Empire Français compte 130 départements et plus de 44 millions de sujets. Il est capable de déployer, avec ses alliés, 600 000 hommes contre la Russie. Il maintient une présence militaire étendue en Allemagne, Italie, Espagne et sur le Duché de Varsovie. La Prusse et l'Autriche sont ses alliées. Enfin les provinces illyriennes sont directement rattachées à l'Empire, sans être cependant départementalisées (le projet de départementalisation ayant été abandonné en 1811), tandis que la Catalogne est détachée du royaume d'Espagne en janvier 1812 pour être directement soumise à l'autorité de l'Empereur.

### Le déclin et la chute de l'Empire (1812-1815)
En février 1808, Murat prend le commandement de l'armée française stationnée en Espagne, pour appuyer l'invasion du Portugal. Le 2 mai, le peuple de Madrid, inquiet de voir la famille royale espagnole convoquée à Bayonne par Napoléon, se soulève contre l'armée française (Dos de mayo). Une terrible répression de la part de Murat s'abat alors dans la nuit du 2 au 3 mai. De 1809 à 1810, la lutte de la guérilla espagnole est indécise. De 1811 à 1812, les défaites françaises se multiplient en Espagne, tandis qu'une tension diplomatique augmente entre l'Empire français et l'Empire russe, du fait des rivalités économiques amplifiées par la logique du Blocus continental et l'application du traité de Tilsit.
Le 24 juin 1812, ces tensions croissantes entre la France et la Russie aboutissent à l'invasion du territoire russe par Napoléon et sa Grande Armée constituée de soldats de vingt nations. La campagne de Russie - tout comme la guerre d'indépendance espagnole de 1808 à 1814- se révèle catastrophique pour l'Empire français. Les russes utilisent la tactique de la terre brûlée, qui consiste à détruire leurs vivres et leurs maisons pour éviter que les soldats ennemis ne puissent se ravitailler ou s'abriter. La Grande Armée se dissout quasi totalement (600 000 hommes au départ et environ 30 000 soldats encore opérationnels au retour) tandis que les alliés de la veille redeviennent des adversaires : la Prusse et l'Autriche respectivement en février et en août 1813.
En 1813, la guerre contre la sixième coalition aboutit à l'expulsion des forces impériales de l'Allemagne (défaite de Leipzig le 19 octobre), à quelques places fortes près. De janvier à mars 1814, la campagne de France voit la France envahie par les coalisés. Autrichiens, Prussiens et Russes occupent le pays après l'abdication de Napoléon, le 6 avril 1814.
Son ultime retour, du 20 mars au 22 juin 1815, lors des Cent-Jours s'achève par la déroute de l'armée française à Waterloo (18 juin).

## Un bilan contrasté
L’Empire se veut, au moins à ses débuts, l'héritier du Consulat et de la République. Les victoires de son armée exportent dans les pays conquis nombre d'acquis de la Révolution. La justice et la solde seigneuriales sont abolies partout où passe l'armée française. Les privilèges aristocratiques sont éliminés sauf en Pologne. Le Code napoléonien est introduit dans de nombreux pays, en particulier aux Pays-Bas, en Allemagne et en Italie, rendant tout un chacun égal devant la loi. Il établit le système du jury et légalise le divorce.
L’Empire est aussi le creuset d'une nouvelle noblesse héréditaire. À l'occasion du redécoupage de la carte de l'Europe auquel se livre Napoléon, sa famille et ses proches reçoivent les trônes de différents pays d'Europe, tandis que ses principaux collaborateurs sont dotés de titres copiés sur ceux de l'Ancien Régime.

## Dates marquantes du Premier Empire
- 18 mai 1804 : proclamation de Napoléon Bonaparte empereur des Français[34] ;
- 15 juillet 1804 : première cérémonie de remise de la Légion d'honneur ;
- 2 décembre 1804 : sacre de Napoléon en présence du Pape Pie VII ;
- 2 décembre 1805 : bataille d'Austerlitz ;
- 14 octobre 1806 : bataille d'Iéna et d'Auerstedt ;
- 21 novembre 1806 : établissement du Blocus continental ;
- 8 février 1807 : bataille d'Eylau ;
- 14 juin 1807 : bataille de Friedland ;
- 7 juillet 1807 : paix et traité de Tilsit avec la Russie ;
- 2 mai 1808 : début de la guerre d'Espagne ;
- 5-6 juillet 1809 : Bataille de Wagram ;
- 15 décembre 1809 : divorce de Napoléon Ier et Joséphine de Beauharnais ;
- 2 avril 1810 : mariage de Napoléon avec Marie-Louise d'Autriche ;
- 20 mars 1811 : naissance du roi de Rome, héritier du trône ;
- 24 juin au 30 décembre 1812 : campagne de Russie ;
- 16 octobre au 19 octobre 1813 : bataille de Leipzig ;
- janvier à mars 1814 : campagne de France, dont la bataille de Reims ; Autrichiens, Prussiens et Russes occupent le pays ;
- 6 avril 1814 : première abdication de Napoléon ;
- 30 mai 1814 : premier traité de Paris ;
- 20 mars au 22 juin 1815 : Cent-Jours ;
- 18 juin 1815 : bataille de Waterloo ;
- 22 juin 1815 : seconde abdication de Napoléon ;
- 20 novembre 1815 : second traité de Paris.

## Administration

### Gouvernement
Sous l'Empire, chaque ministre travaille directement pour Napoléon Ier : tous les pouvoirs sont entre ses mains. Ils sont réduits à de simples agents d'exécution dépourvus d'initiative, leur travail consiste à surveiller l'application des lois. Pour aider les ministres, néanmoins débordés de travail, il va être créé des administrations dirigées par des conseillers d'État, appelées Directions générales. Ces dernières sont quasiment autonomes face aux ministères. Ainsi sont créées la Direction générale des Postes en 1804, la Direction générale des Forêts en 1805, la Direction générale des Revues et Conscription militaires en 1806, la Direction générale des Vivres de guerre en 1808, la Direction générale des Mines en 1810, rejoignant les Directions générales créées sous le consulat.

### Les départements

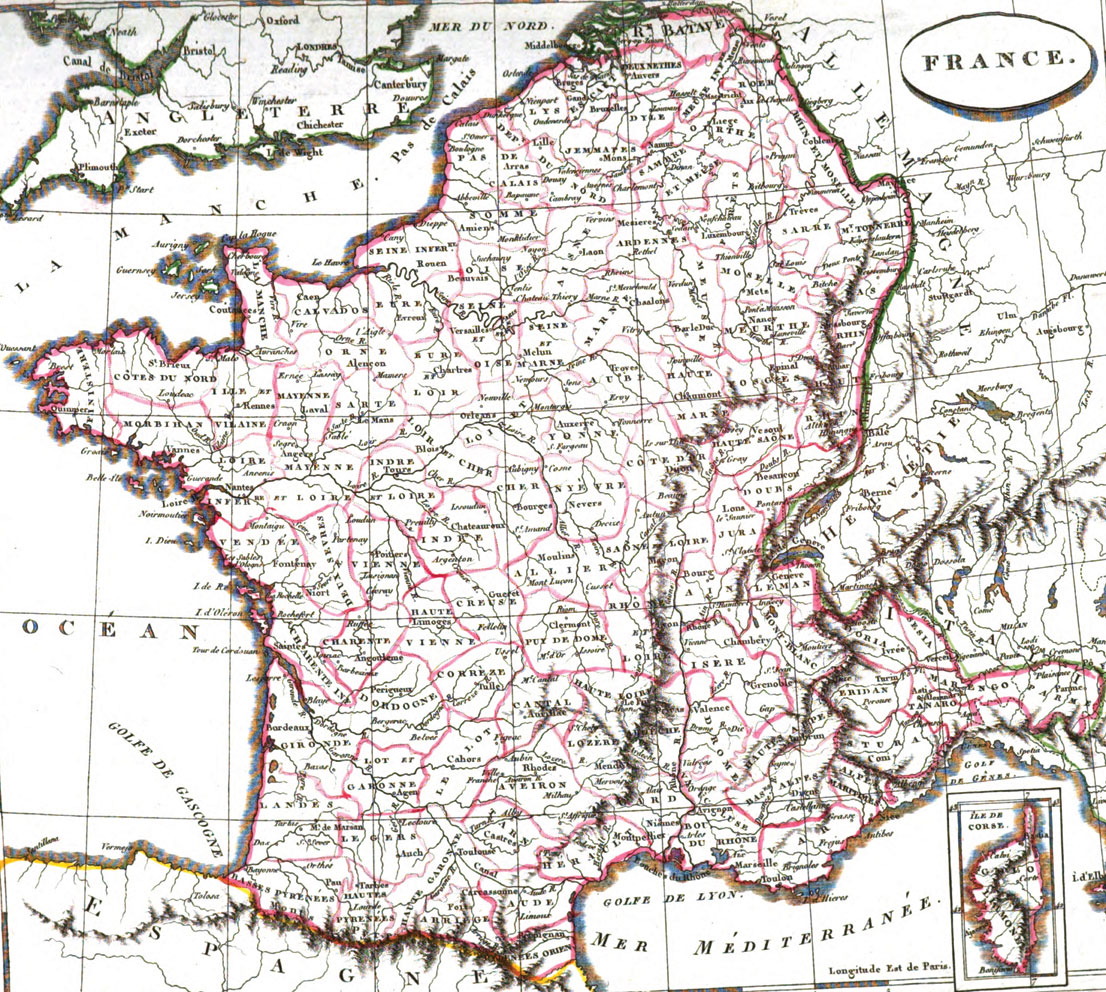
La France en 1804

Lors de la proclamation de l'Empire le 18 mai 1804, la France compte 106 départements. En plus des provinces de l'Ancien Régime divisées en quatre-vingt-trois départements et le Comtat Venaissin, elle compte les conquêtes de la Révolution française avec la Belgique et le Luxembourg divisés en neuf départements, la rive gauche du Rhin divisée en quatre départements, la réunion du duché de Savoie, du comté de Nice et de la république de Genève donne trois départements, le Piémont appartenant auparavant au royaume de Sardaigne est divisé en six départements.
Les institutions locales reposent sur un principe nouveau : gouverner est le fait d'un seul, délibérer celui de plusieurs. Tous les agents du pouvoir sont désormais nommés par Napoléon tandis qu'une pyramide s'installe : département, arrondissement, commune. À la tête du département, un préfet dirige, assisté d'un conseil général qui discute, le dernier mot revient au préfet. Pour l'arrondissement : un sous-préfet qui reçoit les ordres du préfet et d'un conseil d'arrondissement. Le sous-préfet transmet les ordres du préfet au maire dans la commune et au conseil municipal. L'administration locale est entièrement entre les mains du préfet, lui-même nommé et révoqué par l'Empereur qui, à Sainte-Hélène, les surnomme « les empereurs au petit pied ». Tout repose sur le préfet qui est jugé en fonction de l'esprit public qui règne dans son département, sur l'état des routes et le bon rendement de sa conscription.

### Provinces illyriennes
Les Provinces illyriennes sont créées par le décret du 14 octobre 1809 de la réunion de plusieurs territoires hétérogènes (la Dalmatie occupée depuis 1806, une grande partie de la Croatie, la Carniole, la Carinthie et un bout du Tyrol). Cette annexion avait pour objectif d'affaiblir l'Autriche, d'interdire Trieste aux Britanniques fermant ainsi toute la côte Adriatique orientale aux marchands anglais et de disposer d'un État slave contre le Tsar.
Le pays est divisé en dix puis en 1811 en sept provinces administrées chacune par un intendant qui a les mêmes pouvoirs qu'un préfet, ces provinces sont elles-mêmes divisées en districts avec les équivalents des sous-préfets à leur tête. Tout en haut de l'administration se trouve le gouverneur général assisté d'un intendant général des finances.
L'administration met en place les acquis de la Révolution dans ces territoires, mais la plupart ne sont pas acceptés par les populations. L'égalité devant l'impôt est assez mal accueillie par la population habituée à des exceptions sous la domination autrichienne. La conscription, introduite le 15 avril 1811, est l'objet d'émeutes en Croatie et de fuite en Autriche ou dans les îles de Quarnero d'habitants et leur famille fuyant les prochaines levées. La religion fut aussi l'objet de tensions exacerbées par le clergé local qui ne supporte pas la suppression des dîmes.
Si la francisation est de mise particulièrement dans l'enseignement, les autorités respectent les langues locales et les apprennent. Les autorités comptent particulièrement sur l'enseignement pour assimiler les populations. Par l'arrêté du 4 juillet 1810, chaque commune doit posséder une école primaire pour garçons et chaque canton une école primaire pour filles. Plusieurs lycées sont prévus avec pour langue d'enseignement exclusive le français, mais sur les sept projets seulement deux sont créés (à Laybach et Raguse). Une école supérieure est installée à Laybach. De nombreux Illyriens sont envoyés dans les grandes écoles françaises.

## Œuvre institutionnelle
En 1801, le Concordat est signé entre Napoléon Bonaparte et le pape Pie VII. Le 21 mars 1804, le Code civil français est promulgué. En 1806, le conseil de prud'hommes, est créé. En 1808, Napoléon crée l'Université, institution d'État.

### Droit
- Le Code Napoléon (Code civil français)
- Le Conseil de prud'hommes
- Le Code de procédure civile
- La Cour de cassation
- Le Code de commerce
- Le Code pénal

### Grands travaux

Arc de triomphe commandé par en l'honneur de la Grande Armée.

- Travaux routiers : route des cols du Mont-Cenis, du Simplon, du Mont-Genèvre, poursuite des constructions de routes entamées au XVIIIe siècle
- Travaux portuaires : Anvers, Dunkerque, Cherbourg
- Voies d'eau : canal de l'Ourcq, canal de Nantes à Brest
- Arc de Triomphe et du Carrousel
- Pont des Arts, pont d'Iéna et pont d'Austerlitz à Paris, pont de pierre à Bordeaux
- Palais Brongniart et colonne Vendôme
- Fondation de la ville nouvelle de La Roche-sur-Yon
- Quai d'Orsay à Paris, place Bellecour à Lyon, Pontivy (Napoléonville)
- Art religieux : église de la Madeleine (Paris), nouvelle cathédrale Saint-Vincent (alors Saint-Napoléon) de Mâcon, église Saint-Louis de la Roche-sur-Yon (décidée sous l'Empire, construite sous la Restauration), toutes trois en style néoclassique
- Cimetières, morgue de Paris, abattoirs (dont ceux de la Villette)